# Canton de Chomérac
Le canton de Chomérac est une ancienne division administrative française située dans le département de l'Ardèche et la région Rhône-Alpes.

## Géographie
Ce canton était organisé autour de Chomérac dans l'arrondissement de Privas. Son altitude variait de 76 mètres à Baix à 824 mètres à Rochessauve pour une altitude cantonale moyenne de 198 mètres.

## Représentation

### conseillers généraux de 1833 à 2015
| Période    | Période      | Identité                 | Étiquette                         | Qualité                                                                            |
| ---------- | ------------ | ------------------------ | --------------------------------- | ---------------------------------------------------------------------------------- |
| 1833       | 1852         | Florentin Gamon          |                                   | Propriétaire - Maire de Chomérac                                                   |
| 1852       | 1871         | Marquis Alfred de Joyvac |                                   | Rentier à Saint-Lager-Bressac                                                      |
| 1871       | 1880         | Pierre Alexandre Combier | Gauche                            | Avocat Ancien Député (1849-1851)                                                   |
| 1880       | 1886         | Victor Gabriel Pradal    | Union républicaine                | Avocat - Député (1880-1885) Sénateur (1885-1910)                                   |
| 1886       | 1904 (décès) | Jean Isaac Perrin        | Républicain Indépendant puis Rad. | Propriétaire terrien Maire de Baix, conseiller d'arrondissement Député (1896-1904) |
| 1904       | 1922         | Edouard Pinet            |                                   | Maire du Pouzin                                                                    |
| 1922       | 1940         | Albert Bruyère           | Rad.                              | Propriétaire, Maire de Baix, conseiller d'arrondissement                           |
|            |              |                          |                                   |                                                                                    |
| 1942       | 1945         | André Chareyre           |                                   | Maire de Chomérac Nommé conseiller départemental en 1942                           |
|            |              |                          |                                   |                                                                                    |
| 1945       | 1951         | Jean Perrin              | Rad.                              | Administrateur de société Maire de Saint-Lager-Bressac                             |
| 1951       | 1965 (décès) | André Chareyre           | CNIP                              | Artisan mécanicien Député (1958-1962) Maire de Chomérac (1942-1944) et (1959-1965) |
| 2 mai 1965 | 1970         | Pierre Gibaud            | DVD                               | Propriétaire - Maire de Chomérac (1947-1959)                                       |
| 1970       | 1976         | Yves Perrin              | RI                                | Avocat à Privas Maire de Chomérac (1971-1987)                                      |
| 1976       | 1994         | Marcellin Dumas          | PCF                               | Agriculteur Maire du Pouzin (1977-1989) Maire de Marcols-les-Eaux (1990-2001)      |
| 1994       | 2015         | Alain Martin             | DVD                               | Gérant de société Maire du Pouzin depuis 1989                                      |

### Conseillers d'arrondissement (de 1833 à 1940)
| Période                                  | Période | Identité                  | Étiquette   | Qualité |
| ---------------------------------------- | ------- | ------------------------- | ----------- | --- |
| 1833                                     | 1848    | M. Guérin                 |             | Propriétaire, conseiller municipal de Chomérac                                                              |
|                                          |         |                           |             | |
| av.1885                                  | 1886    | Jean Isaac Perrin         | Républicain | Propriétaire viticulteur, maire de Baix, Président de la Société d'agriculture de l'Ardèche                 |
|                                          |         |                           |             | |
| 1889                                     |         | Charles Blanc (1845-1906) | Républicain | Propriétaire-rentier, maire de Chomérac                                                                     |
|                                          |         |                           |             | |
| 1907                                     | 1913    | Antoine Serret            |             | Professeur d'agriculture, propriétaire à Chomérac                                                           |
| 1913                                     | 1922    | Albert Bruyère            | Radical     | Propriétaire, maire de Baix                                                                                 |
| 1922                                     | 1931    | Antoine Serret            |             | Professeur spécial d'agriculture, maire de Chomérac                                                         |
| 1931                                     | 1937    | Jean Perrin               | Radical     | Maire de Baix                                                                                               |
| 1937                                     | 1940    | M. Manson                 | Radical     | Médecin à Chomérac                                                                                          |
| 1940                                     |         |                           |             | Les conseils d'arrondissement ont été suspendus par la loi du 12 octobre 1940 et n'ont jamais été réactivés |
| Les données manquantes sont à compléter. |         |                           |             | |

## Composition
Le canton de Chomérac regroupait huit communes. 
| Nom                            | Code Insee | Intercommunalité         | Superficie (km2) | Population (dernière pop. légale) | Densité (hab./km2) |
| ------------------------------ | ---------- | ------------------------ | ---------------- | --------------------------------- | ------------------ |
| Chomérac (chef-lieu)           | 07066      | CA Privas Centre Ardèche | 18,94            | 3 040 (2014)                      | 161                |
| Baix                           | 07022      | CC Ardèche Rhône Coiron  | 17,39            | 1 062 (2014)                      | 61                 |
| Le Pouzin                      | 07181      | CA Privas Centre Ardèche | 12,52            | 2 809 (2014)                      | 224                |
| Rochessauve                    | 07194      | CA Privas Centre Ardèche | 17,62            | 427 (2014)                        | 24                 |
| Saint-Bauzile                  | 07219      | CC Ardèche Rhône Coiron  | 7,05             | 298 (2014)                        | 42                 |
| Saint-Julien-en-Saint-Alban    | 07255      | CA Privas Centre Ardèche | 10,39            | 1 451 (2014)                      | 140                |
| Saint-Lager-Bressac            | 07260      | CC Ardèche Rhône Coiron  | 15,37            | 906 (2014)                        | 59                 |
| Saint-Symphorien-sous-Chomérac | 07298      | CC Ardèche Rhône Coiron  | 7,86             | 764 (2014)                        | 97                 |

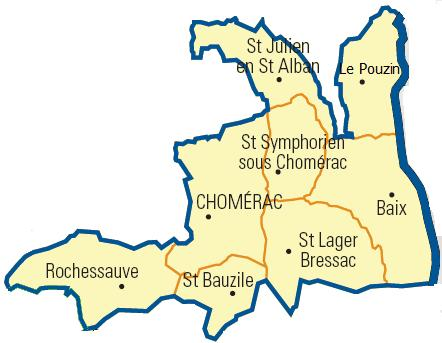
Carte du canton

## Démographie
| 1962  | 1968  | 1975  | 1982  | 1990  | 1999  | 2006  | 2011   | 2012   |
| ----- | ----- | ----- | ----- | ----- | ----- | ----- | ------ | ------ |
| 6 476 | 6 622 | 6 627 | 7 798 | 8 213 | 8 828 | 9 722 | 10 361 | 10 445 |